# Athanopsis brevirostris
Athanopsis brevirostris is een garnalensoort uit de familie van de Alpheidae. De wetenschappelijke naam van de soort is voor het eerst geldig gepubliceerd in 1981 door Banner & Banner.